# W.J.S. Poerwadarminta
Wilfridus Josephus Sabarija Poerwadarminta (ur. 12 września 1904 w Yogyakarcie, zm. 28 listopada 1968 tamże) – indonezyjski leksykograf i pisarz, zwany „ojcem indonezyjskiego słownikarstwa”.
Jego pierwszą książką był podręcznik Mardi Kawi, poświęcony językowi kawi. Opracował także słownik Kawi Djarwa. Zajmował się również językiem japońskim – wydał podręcznik Puntja Bahasa Nippon oraz słownik Kamus Harian Jepang-Indonesia. Przez sześć lat nauczał w szkole języków obcych w Japonii.
W Holenderskich Indiach Wschodnich redagował tygodnik „Kedjawen”. Współtworzył obszerne dzieła – Kamus Umum Bahasa Indonesia oraz Kamus Bahasa Latin.

## Twórczość
- Mardi Kawi (1930)
- Kawi Djarwa (1931)
- Baoesastra Indonesia-Jawi
- Puntja Bahasa Nippon
- Kamus Harian Jepang-Indonesia
- Pacoban
- Kamus Umum Bahasa Indonesia (1954)
- Kamus Bahasa Latin